# Shannon Samler
Shannon Samler (ur. 27 września 1978) – kanadyjska zapaśniczka w stylu wolnym. Czwarta na mistrzostwach świata w 1998 i 2003; szósta w 2000. Złoto na mistrzostwach panamerykańskich w 1998 roku. Trzecia w Pucharze Świata w 2001 i druga na akademickich mś 2002 roku.